# Piotr Muszalski
Piotr Muszalski (ur. 1960) – polski reżyser, scenarzysta, autor oprawy plastycznej filmów animowanych i pedagog.

## Praca naukowa
Jest kierownikiem Katedry Animacji na Wydziale Komunikacji Multimedialnej Uniwersytetu Artystycznego w Poznaniu.

## Charakterystyka dorobku
Współpracował z Telewizyjnym Studiem Filmów Animowanych w Poznaniu.
W 1996 zrealizował impresję Gustav Klimt, wykonaną techniką malarską na papierze i celuloidach, stanowiącą fragment cyklu filmów animowanych "Impresje", inspirowanych dziełami malarskimi. W filmie wykorzystano takie obrazy tego austriackiego malarza, grafika, symbolisty, secesjonisty i modernisty, jak: Wzburzona woda, Filozofia, Medycyna.
W 1997 opracował sekwencję animacji Złoty Jeleń' do filmu Droga Buddy, produkowanego przez walijską stację telewizyjną S4C z Cardiff.
Jest także współreżyserem, współtwórcą animacji i projektu plastycznego animacji Jak bóg Maior utracił tron (1999), stanowiącej element animowanego cyklu filmowego Czternaście bajek z Królestwa Lailonii Leszka Kołakowskiego, będącego ekranizacją 13 bajek z królestwa Lailonii dla dużych i małych Leszka Kołakowskiego.

## Filmografia

### Cykl filmowy animowany
- 1999 - Jak bóg Maior utracił tron w Czternaście bajek z Królestwa Lailonii Leszka Kołakowskiego Reżyseria, Animacja, Layout, Projekty plastyczne
- 1996 - Gustav Klimt w Impresjach Animacja, Realizacja

### Film animowany
- 1997 - Złoty jeleń Reżyseria, Opracowanie plastyczne, Animacja, Montaż
- 1994 - Toccata i Fuga d-moll Realizacja, Scenariusz, Zdjęcia, Opracowanie plastyczne, Animacja

### Nagrody filmowe
- 2000 - Jak bóg Maior utracił tron w Czternaście bajek z Królestwa Lailonii Leszka Kołakowskiego, Kraków] (Ogólnopolski Konkurs Autorskiego Filmu Animowanego) - wyróżnienie za opracowanie plastyczne filmu
- 1999 - Toccata i Fuga d-moll, Bratysława (Międzynarodowe Biennale Filmów Animowanych BAB’99 w Bratysławie) pierwsza nagroda za najlepszy film - animacja klasyczna – przyznana przez Jury 1 Międzynarodowego Studenckiego Festiwalu Filmów Animowanych.